# Les Étilleux
Les Étilleux é uma comuna francesa na região administrativa do Centro, no departamento Eure-et-Loir. Estende-se por uma área de 8,36 km². Em 2010 a comuna tinha 223 habitantes (densidade: 26,7 hab./km²).